# Place des Carmes (Liège)
Pour les articles homonymes, voir Place des Carmes.
La place des Carmes est une place piétonne du centre de Liège dans le quartier latin.

## Toponymie
Le nom de la rue trouve son origine dans le couvent des Carmes qui était situé entre la rue des Carmes et la rue du Méry.

## Description
La création de l'avenue Maurice Destenay, la construction de l'athénée royal Charles Rogier et du complexe des Chiroux (avec la bibliothèque Chiroux) dans les années 1970 modifient profondément la morphologie de la place. En 1975, elle est mise en piétonnier.
En vue du projet de réaménagement de la place en 2018, l'escalier de la passerelle construit dans les années 1970 et reliant la place des Carmes au pied la tour Kennedy est détruit en août 2017,.

## Patrimoine

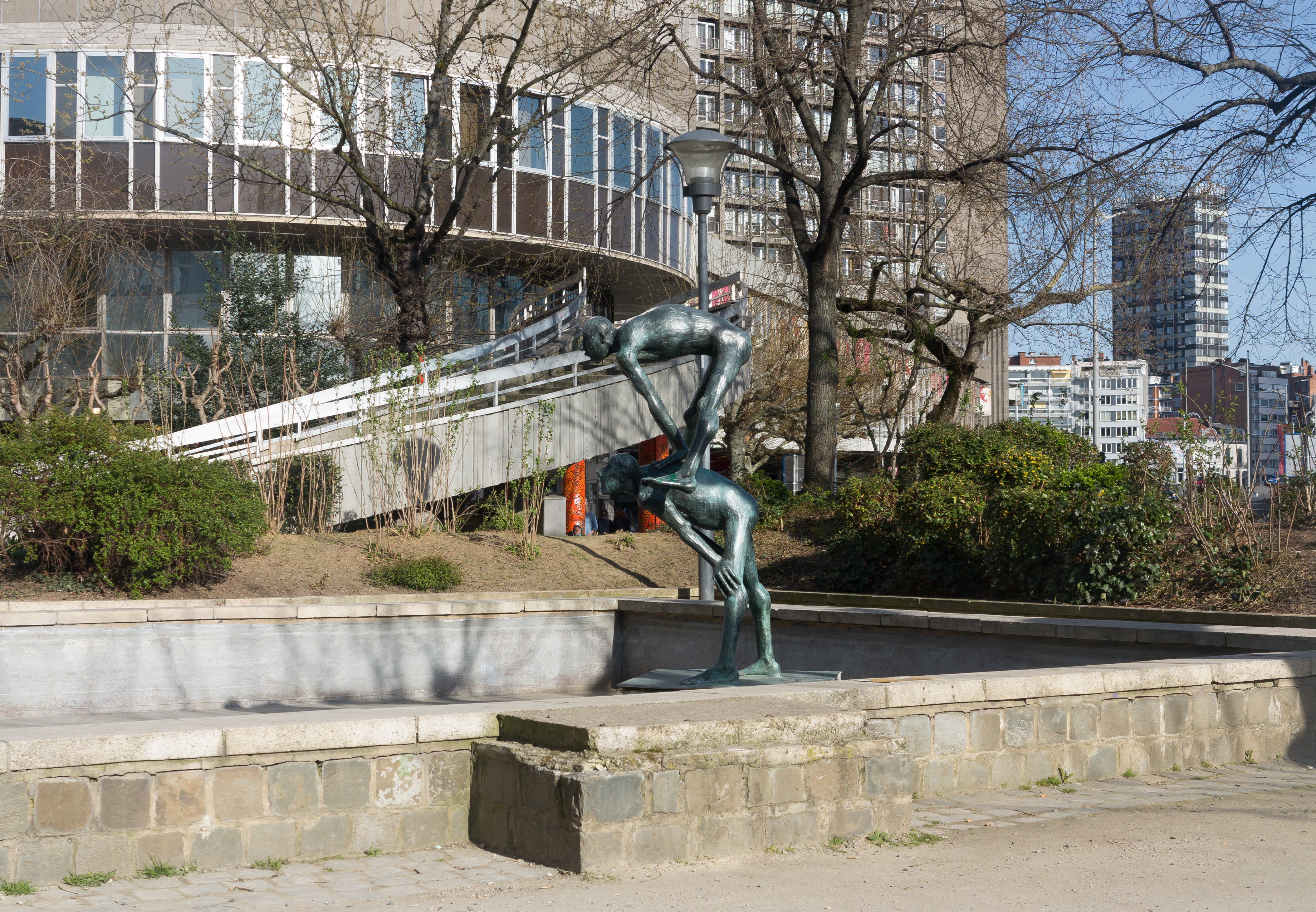
La place des Carmes en 2017 avec la sculpture Le Saute-mouton de Mady Andrien et la bibliothèque Chiroux en fond.

Une sculpture de Mady Andrien, Le Saute-mouton, se dresse dans le bassin situé devant l'athénée royal Charles Rogier.

## Voies adjacentes
- Rue des Clarisses
- Rue Saint-Paul
- Rue des Carmes
- Avenue Maurice Destenay
- Rue du Méry
- Rue des Prémontrés